# Adrian Hasler
Adrian Hasler (Vaduz, 1964. február 11. –) liechtensteini FBP-s politikus, 2013. március 27. és 2021. március 25. között az ország miniszterelnöke. Mint kormányfő a pénzügyminiszteri feladatokat is ellátta.

## Élete

### Gyermek - és ifjúkora, tanulmányai
1979 és 1984 között a Vaduzban tanult a Liechtensteini Gimnáziumban. A középiskola elvégzése után 1984 és 1991 között a Sankt Gallen-i Egyetemen tanult Svájcban üzleti adminisztrációt, valamint pénzügyet és számvitelt.

### A politikus és a rendőrfőnök
2001-ben a Haladás Polgári Párt (FBP) jelöltjeként bekerült a liechtensteini parlamentbe és a frakció helyettes elnöke is lett, emellett a helyi parlament pénzügyi bizottságába is bekerült. 2004 márciusában lemondott képviselői mandátumáról, mivel Liechtenstein országos rendőrfőkapitányának jelölték. 2004. április 1-jén Martin Meyert váltotta a rendőr-főkapitányi tisztségben. Hasler helyére a parlamentben Marco Ospelt került.
A 2013-as parlamenti választásokon az FBP miniszterelnök-jelöltje volt, miután Otmar Hasler, az FBP 2001-2009 közötti miniszterelnöke nem kívánt indulni. 2013. március 27-én a parlament megválasztotta Liechtenstein miniszterelnökévé, ezért lemondott a rendőr-főkapitányi tisztségéről. Adrian Hasler a miniszterelnöki székben a VU párthoz tartozó Klaus Tschütschert váltotta, aki 2009 és 2013 között volt miniszterelnök, 2005-2009 között pedig az FBP-VU pártok koalíciós kormányának miniszterelnök-helyettese volt. Adrian Hasler elődjéhez hasonlóan Liechtenstein két legnagyobb parlamenti pártjának koalíciós kormányát vezette.

## Magánélete
Hasler nős, két gyermeke van.

## Fordítás
Ez a szócikk részben vagy egészben  az   Adrian Hasler című német Wikipédia-szócikk fordításán alapul.  Az eredeti cikk szerkesztőit annak laptörténete sorolja fel. Ez a jelzés csupán a megfogalmazás eredetét és a szerzői jogokat jelzi, nem szolgál a cikkben szereplő információk forrásmegjelöléseként.